# OWD
『OWD』（オーダブリューディー）は、2016年3月31日からFODで配信されている日本のバラエティ番組。

## 概要
フリップ大喜利に代わる、お金のかからない新たなお笑いシステムを生み出すべく結成された「OWD」（Organizatiob for Warai Development）＝お笑い開発機構。
選抜されたOWDメンバーは、開発員たちの思いつきシステムにシミュレーションを重ねて新形式の大喜利を開発し、それを披露。実験性に満ちたシステマチック大喜利ドキュメント番組である。
貸し会議室に長机と椅子を置き、壁の締めたブラインドに「O」「W」「D」の3枚の用紙を貼り付ける簡素なセットで収録される。

## 出演者
OWD
- 有野晋哉（よゐこ） - 赤シャツ
- 立川吉笑 - 青シャツ
- 村上愛（Aマッソ） - 緑シャツ
- 加納愛子（Aマッソ） - 黄シャツ

## スタッフ
- 企画・構成：倉本美津留[4]
- コンテンツデザイン：下川猛（フジテレビ）
- ディレクター：ウエダダイスケ
- プロデューサー：柳橋弘紀

## 関連番組
- ＃ハイ_ポール - 一部回がコーナーとして先行放送。